# Timaukel
Timaukel ist eine Kommune in der Provinz Tierra del Fuego, Región de Magallanes y de la Antártica Chilena im äußersten Süden des südamerikanischen Staates Chile. Norden grenzt sie an Porvenir, im Westen an den Whiteside-Kanal, im Süden an die Cordillera Darwin und im Osten an Argentinien. Verwaltungssitz ist seit 1988 Villa Cameron. Haupteinnahmequellen sind die Viehhaltung, die Forstwirtschaft und der Tourismus.